# Zofia Kielan-Jaworowska

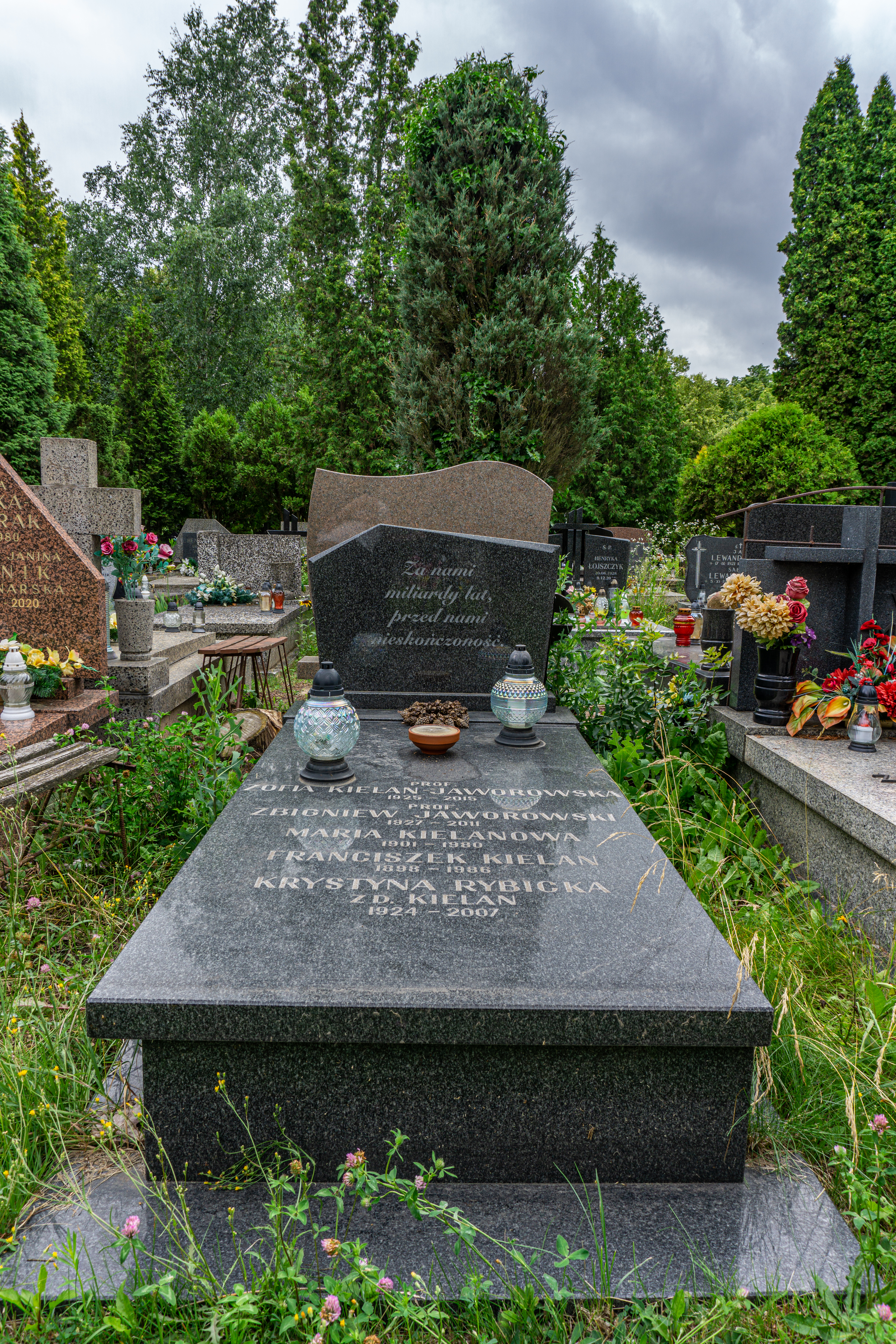
Grób Zofii Kielan-Jaworowskiej na cmentarzu komunalnym Północnym w Warszawie

Zofia Emilia Kielan-Jaworowska (ur. 25 kwietnia 1925 w Sokołowie Podlaskim, zm. 13 marca 2015 w Warszawie) – polska paleobiolog, profesor, długoletnia pracowniczka Instytutu Paleobiologii PAN w Warszawie. Odznaczona tytułem Sprawiedliwych wśród Narodów Świata.

## Życiorys
Córka Franciszka i Marii Kielan z d. Osińska. Siostra Krystyny Rybickiej. W 1934 przeprowadziła się wraz z rodziną do Warszawy. Przed wojną harcerka. W czasie wojny wraz z rodziną pomagała żydowskim dziewczynkom: Janinie (Janie) Prot (1926–2011) oraz Romanie Laks (ur. 1935), była też członkinią Szarych Szeregów. Brała udział w powstaniu warszawskim jako sanitariuszka. Działała w Obwodzie Żoliborz Armii Krajowej, zgrupowanie Żubr. 
Studiowała biologię na Uniwersytecie Warszawskim, w czasie II wojny światowej na tajnych kompletach, potem na Wydziale Matematyczno-Przyrodniczym, który ukończyła w 1949. Stopień doktora uzyskała w 1953, a profesora w 1961.
W początkach pracy naukowej badała trylobity ordowiku i dewonu Europy Środkowej, a także skolekodonty. W latach 1963–1971 była organizatorem i kierownikiem serii polsko-mongolskich wypraw paleontologicznych, które na pustyni Gobi dokonały odkryć szeregu nowych gatunków dinozaurów i pierwotnych ssaków z epoki późnej kredy. Ze skał kredy, ale także paleogenu, pozyskano także cenne okazy krokodyli, jaszczurek, żółwi i ptaków. Opracowania tych znalezisk trwają do dziś i ukazują się w czołowych światowych pismach i monografiach. W czasie ekspedycji mongolskich głównym tematem badawczym Kielan-Jaworowskiej stały się prymitywne ssaki (wieloguzkowce) i w zakresie badań nad pierwotnymi ssakami została jednym z czołowych specjalistów na świecie. Opublikowała przeszło 220 artykułów naukowych.
Jest współautorką książki Mammals from the Age of Dinosaurs (Ssaki ery dinozaurów), wydanej przez Columbia University Press w 2004, za którą uzyskała Nagrodę Fundacji na rzecz Nauki Polskiej.
Wykładała na wielu uczelniach, m.in. na Harvard University, Université de Paris VII oraz Uniwersytetu w Oslo, gdzie w latach 1987–1995 kierowała katedrą paleontologii. Była członkinią korespondentką (od 1967), członkinią rzeczywistą (od 1973) Polskiej Akademii Nauk, Norweskiej Akademii Nauk, Academia Europaea, Polskiego Towarzystwa Geograficznego i wielu innych towarzystw naukowych. Od jej imienia lub nazwiska nazwano dziesiątki gatunków i rodzajów wymarłych zwierząt (np. Kielanodon, Kielantherium, Zofiabaatar, Zofiagale, wieloguzkowca Indobaatar zofiae).
Żona Zbigniewa Jaworowskiego. Była ateistką. Pochowana na cmentarzu komunalnym Północnym w Warszawie.

## Odznaczenia i wyróżnienia
- Krzyż Oficerski Orderu Odrodzenia Polski (1966)
- Nagroda „Problemów” (1966)[16]
- Krzyż Komandorski Orderu Odrodzenia Polski (1973)
- Warszawski Krzyż Powstańczy (1985)
- doktorat honoris causa Uniwersytetu Camerino we Włoszech (1989)
- Nagroda im. Alfreda Jurzykowskiego Fundacji Kościuszkowskiej w Nowym Jorku (1994)
- Walter Granger Memorial Award – nagroda przyznawana za działalność eksploratorską w Stanach Zjednoczonych (1988)
- Romer-Simpson Medal – najwyższe odznaczenie przyznawane przez Towarzystwo Paleontologii Kręgowców w Stanach Zjednoczonych (1995)
- Krzyż i tytuł Weterana Walk o Wolność i Niepodległość (1999)
- Sprawiedliwy wśród Narodów Świata (1999)
- Krzyż Komandorski z Gwiazdą Orderu Odrodzenia Polski „w uznaniu wybitnych zasług w działalności naukowej i dydaktycznej, za osiągnięcia w pracy zawodowej” (2002)[1]
- Nagroda Fundacji na rzecz Nauki Polskiej (2005)

## Wybrane publikacje naukowe
- Kielan, Z. 1953. Les trilobites Mésodévoniens des Monts des Sainte-Croix. Palaeontologia Polonica, 6: 50 pp.
- Kielan-Jaworowska, Z. 1968. Scolecodonts versus jaw apparatuses. Lethaia, 1: 39-49
- Kielan-Jaworowska, Z. 1969. Discovery of a multituberculate marsupial bone. Nature, 222: 1091-1092.
- Kielan-Jaworowska, Z. and Sochava, A.V. 1969. The first multituberculate from the Uppermost Cretaceous of the Gobi Desert. Acta Palaeontologica Polonica, 14: 355-371.
- Kielan-Jaworowska, Z. 1970. Unknown structures in multituberculate skull. Nature 226: 974-976.
- Butler, P.M. and Kielan-Jaworowska, Z. 1973: Is Deltatheridium a marsupial? – Nature 245: 105-106.
- Kielan-Jaworowska, Z. 1975. Possible occurrence of marsupial bones in Cretaceous eutherian mammals. Nature, 255: 698-699
- Crompton, A.W. and Kielan-Jaworowska, Z. 1978. Molar structure and occlusion in Cretaceous therian mammals. In Butler, P.M. and Joysey, K.A. (eds.), Studies in the Development, Function and Evolution of Teeth: 249-289. Academic Press, London and New York.
- Kielan-Jaworowska, Z. 1979. Pelvic structure and nature of reproduction in Multituberculata. Nature, 277: 402-403.
- Lillegraven, J.A., Kielan-Jaworowska, Z. and Clemens, W.A. (eds.), Mesozoic Mammals. The First Two-thirds of Mammalian History. University of California Press, Berkeley: 99-149.
- Kielan-Jaworowska, Z. 1980. Absence of ptilodonoidean multituberculates in Asia and its paleogeographic implications. Lethaia, 13: 169-175.
- Fosse, G., Kielan-Jaworowska, Z. and Skaale, S.G. 1985. The microstructure of tooth enamel in multituberculate mammals. Palaeontology, 28: 435-449.
- Kielan-Jaworowska, Z., Presley, R. and Poplin, C. 1986. Cranial vascular system in taeniolabidoid multituberculate mammals. Transactions of the Royal Society of London, B. Biological Sciences, 313: 525-602.
- Kielan-Jaworowska, Z., Dashzeveg, D. and Trofimov, B.A., 1987. Early Cretaceous multituberculates from Asia and a comparison with British and North American Jurassic forms. Acta Palaeontologica Polonica, 32: 3-47.
- Kielan-Jaworowska, Z., Crompton, A.W. and Jenkins F.A. 1987. The origin of egg laying mammals. Nature, 326: 871-873.
- Hopson, J.A., Kielan-Jaworowska, Z. and Allin, E.F. 1989. The cryptic jugal in multituberculates. Journal of Vertebrate Paleontology, 9: 201-209.
- Kielan-Jaworowska, Z. and Nessov, L.A. 1990. On the metatherian nature of the Deltatheroida, a sister group of the Marsupialia. Lethaia, 23: 1-10.
- Kielan-Jaworowska, Z. and Ensom, P. 1992. Multituberculate mammals from the Purbeck Limestone Formation (Late Jurassic) of Southern England. Palaeontology, 36: 95-126.
- Krause, D.W., Kielan-Jaworowska, Z. and Bonaparte, J.F. 1992. Ferugliotherium the first multituberculate from South America. Journal of Vertebrate Paleontology, 12: 351-376.
- Kielan-Jaworowska, Z. and Ensom, P.C. 1994. Tiny plagiaulacoid multituberculate mammals from the Purbeck Limestone Formation of Dorset, England. –Palaeontology, 37: 17-31.
- Kielan-Jaworowska, Z. 1997. Characters of multituberculates neglected in phylogenetic analyses of early mammals. Lethaia, 29: 249-266.
- Kielan-Jaworowska, Z., Cifelli, R. and Luo, Z. 1998. Alleged Cretaceous placental from down under. Lethaia 31: 267-268.
- Luo: Z.-X., Cifelli, R.L., and Kielan-Jaworowska, Z. 2001. Dual origin of tribosphenic mammals. Nature 409: 53-57.
- Kielan-Jaworowska, Z. and Hurum, J.H. 2001. Phylogeny and systematics of multituberculate mammals. Palaeontology 44: 389-429.
- Zofia Kielan-Jaworowska, Richard L. Cifelli, and Zhe-Xi Luo, 2004. Mammals from the age of dinosaurs : origins, evolution, and structure. New York: Columbia University Press. ISBN 0-231-11918-6

## Upamiętnienie
W 2021 ukazała się gra karciana Akademia Superbohaterów o polskich naukowcach i naukowczyniach przygotowana przez Tomasza Rożka w ramach projektu Akademia Superbohaterów. Jedną z bohaterek jest Zofia Kielan.